# Lebring-Sankt Margarethen
Lebring-Sankt Margarethen é um município da Áustria, situado no distrito de Leibnitz, na estado da Estíria. Tem 7,6 km² de área e sua população em 2019 foi estimada em 2.182 habitantes.